# Tín đồ hâm mộ
Một tín đồ hâm mộ để chỉ một nhóm người hâm mộ cực kỳ mến mộ một số người, ý tưởng, đối tượng, phong trào hoặc tác phẩm, thường là nghệ sĩ, cụ thể là nghệ sĩ biểu diễn hoặc tác phẩm nghệ thuật ở một số phương tiện. Tác phẩm nghệ thuật như vậy thường được gọi là một tác phẩm tín đồ. Một bộ phim, cuốn sách, nghệ sĩ âm nhạc, phim truyền hình hoặc trò chơi điện tử cùng nhiều thứ khác được xem là có lượng tín đồ hâm mộ khi gây dựng nên một lượng nhỏ cộng đồng người hâm mộ cuồng nhiệt.
Một thành phần phổ biến của các tín đồ hâm mộ là tình cảm gắn bó của người hâm mộ với đối tượng mà họ cực kỳ yêu mến, thường tự nhận mình và những người hâm mộ khác là thành viên của một cộng đồng. Những tín đồ hâm mộ cũng thường được liên kết với các thị trường ngách. Phương tiện truyền thông tín đồ thường gắn liền với văn hóa ngầm và được xem là quá lập dị hoặc phản chính trị-xã hội để được công chúng đánh giá cao hoặc thành công lớn về mặt thương mại.
Nhiều người hâm mộ tín đồ thể hiện sự tận hiến của họ với một mức độ mỉa mai khi mô tả giải trí thuộc lĩnh vực này ở chỗ cái thì xấu, cái thì tốt. Đôi khi, những tín đồ hâm mộ này vượt qua ranh giới thành tín đồ camp. Người hâm mộ có thể tham gia vào một tiểu văn hóa của fandom, thông qua các buổi họp mặt, cộng đồng mạng hoặc thông qua các hoạt động như viết truyện liên quan đến tác phẩm, sáng tạo trang phục, đạo cụ bản sao và xây dựng mô hình, hay tạo sản phẩm âm thanh hoặc video của riêng họ từ các hình dạng và nhân vật.

## Điện ảnh

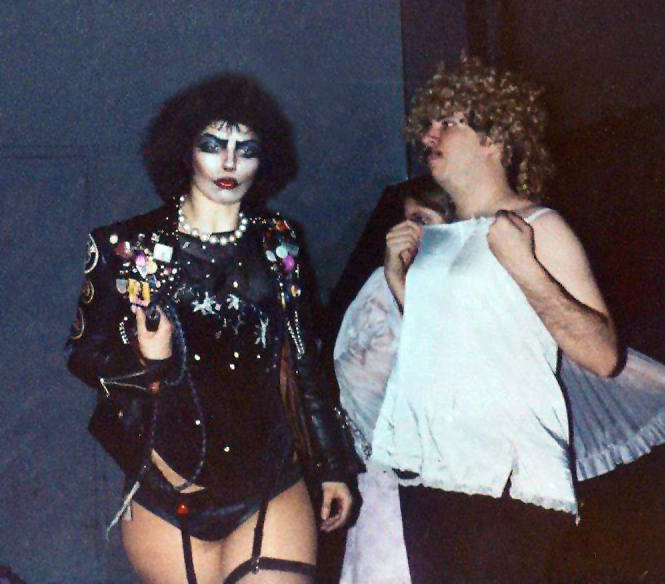
Tín đồ hâm mộ bộ phim The Rocky Horror Picture Show nổi lên nhờ quảng cáo dưới dạng một phim nửa đêm.

Không phải lúc nào cũng có sự khác biệt rõ ràng giữa truyền thông tín đồ và đại chúng. Các giáo sư Xavier Mendik và Ernest Mathijs (tác giả của cuốn 100 Cult Films) nhận định rằng lượng tín đồ tận tụy trong số những bộ phim này biến chúng trở thành những tác phẩm tín đồ. Trong nhiều trường hợp, những bộ phim có tín đồ hâm mộ có thể thất bại về tài chính trong thời gian chiếu rạp, thậm chí còn nhận được nhiều đánh giá trái chiều hoặc chủ yếu là tiêu cực từ các phương tiện truyền thông đại chúng, nhưng vẫn được các nhóm nhỏ hoặc cộng đồng người hâm mộ ruột coi là thành công lớn.
Một số tín đồ chỉ phổ biến trong một tiểu văn hóa nhất định. Bộ phim Woodstock (1970) đặc biệt được yêu thích trong tiểu văn hóa hippie, trong khi Hocus Pocus (1993) gây dựng được nhóm tín đồ đối với phụ nữ Mỹ sinh vào thập niên 1980 và đầu thập niên 1990. Một số biểu tượng đại chúng có thể trở thành biểu tượng tín đồ trong một bối cảnh khác đối với một số người. Reefer Madness (1936) ban đầu có mục đích cảnh báo giới trẻ ngừng sử dụng cần sa, nhưng vì cốt truyện lố bịch, quá nhiều lỗi thực tế và cái nhìn rẻ tiền, bộ phim đã thu hút đối tượng khán giả là những người hút cần sa và gây dựng được một tín đồ hâm mộ.

## Truyền hình
Một số phim truyền hình nhất định phát triển một nhóm tín đồ hâm mộ sau khi ngừng chiếu, từ đấy có thể dấy lên sự quan tâm đến việc gia hạn. Arrested Development (từng bị hủy chiếu vào năm 2006 sau mùa thứ ba) được Netflix gia hạn vào năm 2013 và nhận thêm hai mùa nữa. Futurama từng bị hủy chiếu vào năm 2003 sau mùa thứ tư trên Fox, nhưng rồi được Comedy Central chọn để làm thêm ba mùa nữa do lượng tín đồ mà phim đã phát triển nên tác phẩm dự kiến nhận thêm nội dung trên dịch vụ phát trực tuyến Hulu. Star Trek từng bị hủy chiếu sau ba mùa, nhưng nhờ đồng bộ phát sóng, phim đã gây dựng được lượng người theo dõi đáng kể hơn, sau cùng tạo ra một nhượng quyền truyền thông thành công.
Twin Peaks của David Lynch phát sóng trên ABC trong hai mùa từ 1990 đến 1991, ban đầu đã có lượt rating cao và khen ngợi của giới phê bình. Lượt rating và đón nhận bị sụt giảm sau tiết lộ về kẻ sát nhân của Laura Palmer, kẻ bị Lynch cố ý giấu mặt. Cuối cùng, chương trình bị hủy bỏ, kết thúc bằng một tình tiết để ngỏ. Mãi đến năm 2017, Twin Peaks mới trở lại dưới dạng một loạt phim giới hạn trên Showtime, chấm dứt một trong những lần gián đoạn dài nhất trong lịch sử truyền hình.
Những tác phẩm truyền hình thường được coi là tác phẩm tín đồ gồm có loạt phim khoa học viễn tưởng dài tập Doctor Who của BBC, loạt phim giật gân khoa học viễn tưởng The Prisoner của ITC, vở kịch xà phòng Prisoner: Cell Block H của Úc và chương trình giả tọa đàm hoạt hình Space Ghost Coast to Coast được phát sóng trên Cartoon Network - về sau tạo nên nhiều ngoại truyện và các chương trình khác có khiếu hài hước tương tự như Coast to Coast khi Adult Swim trở thành một kênh khối.

## Trò chơi điện tử
Một số trò chơi điện tử (thường là những trò chơi có khái niệm độc đáo không thu hút được khán giả bình thường) thu hút các tìn đồ hâm mộ và có thể tác động đến thiết kế của các trò chơi điện tử sau này. Một ví dụ về trò chơi điện tử tín đồ là Ico (2001), một trò chơi ban đầu thất bại về mặt thương mại song đã gây dựng được lượng lớn tín đồ nhờ lối chơi độc đáo và tính thẩm mỹ tối giản, đồng thời được ghi nhận là có ảnh hưởng đến thiết kế của Brothers: A Tale of Two Sons (2013) và Rime (2017) cùng một số trò chơi khác. Những trò chơi khác có lượng tín đồ hâm mộ gồm có EarthBound (1994), một trò chơi không thành công khác về sau dẫn đến việc tạo ra một "ngành công nghiệp tiểu thủ" bán các vật kỷ niệm cho người hâm mộ EarthBound; Conker's Bad Fur Day (2001), một trò chơi 3D khác thường dành cho hệ máy Nintendo 64 nổi tiếng vì cốt truyện và tính hài đen của nó; Yume Nikki (2004), một trò chơi kinh dị siêu thực miễn phí của Nhật Bản; Psychonauts (2005), một trò chơi đi cảnh ban đầu không thành công nhưng rồi liên tục giữ vị thế một trong những trò có lượng tín đồ hùng hậu nhất; Hitman: Blood Money (2006) được nhiều người hâm mộ lâu năm của thương hiệu Hitman xem là trò chơi Hitman tuyệt vời đầu tiên và cuối cùng, mặc dù cách điều khiển và lối chơi lỗi thời và không nhận được lời ngợi xứng đáng vào thời điểm ấy; Alan Wake (2010), một trò chơi phiêu lưu hành động có câu chuyện có hình mẫu tương tự định dạng phim truyền hình giật gân và thu hút những tín đồ hâm mộ trung thành mặc dù không bán được nhiều; Spec Ops: The Line (2012), một game bắn súng góc nhìn người thứ ba được giới phê bình đánh giá cao vì miêu tả nỗi "kinh hoàng chiến tranh " và tác động tâm lý sâu sắc của xung đột vũ trang đối với người lính; và Dwarf Fortress (2006), một trò chơi điện tử độc lập mô phỏng quản lý và xây dựng được biết đến với mô hình thế giới lưới hình khối trông như thật và giao diện văn bản đôi khi khó hiểu, lối chơi mô phỏng phong phú và phức tạp, khởi tạo thế giới ngẫu nhiên phong phú tương tự và lịch sử phát triển liên tục của một nhóm nhỏ tiếp diễn đến năm 2023.

## Âm nhạc
Một trong những tác phẩm tín đồ ra đời sớm nhất trong nhạc rock là album đầu tay năm 1967 The Velvet Underground & Nico của The Velvet Underground. Mặc dù giàu ảnh hưởng lớn, nhưng ban đầu album thất bại về mặt thương mại và khiến các đài phát thanh, bán lẻ âm nhạc và tạp chí xa lánh, họ cho rằng nội dung này quá gây tranh cãi để tiếp thị. Trong thập kỷ tiếp theo, album nhận được nhiều công nhận hơn từ các nhà phê bình nhạc rock, giúp album trở nên nổi tiếng hơn. Album năm 1968 của Odessey and Oracle của The Zombies lúc đầu cũng thất bại về mặt thương mại và phê bình, không lọt vào bảng xếp hạng âm nhạc mặc dù đĩa đơn "Time of the Season" trở thành một bài hit bất ngờ vào năm sau. Bất chấp Zombies tan rã ngay trước khi phát hành, vị thế của album đã trở thành một tác phẩm tín đồ trong những thập kỷ tiếp theo. Album năm 1970 The Man Who Sold the World của David Bowie cũng không tác động đến bảng xếp hạng âm nhạc sau lần phát hành đầu tiên, đồng thời nhận được nhiều ý kiến trái chiều từ các nhà phê bình. Sau khi Bowie đạt được thành công vang dội vào đầu thập niên 1970, đĩa tái phát hành năm 1972 của album đã giành vị trí thứ 24 trên UK Albums Chart, nhưng chỉ đứng thứ 105 ở Mỹ. Ảnh hưởng của The Man Who Sold the World đối với các nhạc công tương lai, chẳng hạn như The Cure, Siouxsie and the Banshees và Gary Numan, cũng như thể loại dark wave, từ đó cho ra một nhóm tín đồ hâm mộ trong nền âm nhạc.
Punk rock cho ra một số album với lượng tín đồ hâm mộ. Album đầu tay cùng tên năm 1976 của Ramones tiêu thụ rất kém và bị giới phê bình coi thường sau khi phát hành. Album tác động to lớn đến phong trào nhạc punk còn non trẻ lúc bấy giờ, và cuối cùng bán đĩa đủ chạy để giành được chứng nhận doanh số vàng vào năm 2014. Ban nhạc post-punk Magazine của Anh cũng phát hành nhạc phẩm đầu tay của họ là Real Life (1978), nhưng không mấy thành công về mặt đại chúng, chỉ đạt vị trí thứ 29 tại Vương quốc Anh. Về sau album được tán dương như một tác phẩm sáng tạo và giàu ảnh hưởng trong thể loại post-punk đang phát triển, giúp album trở nên nổi tiếng là một tác phẩm tín đồ. Năm 1982, ban nhạc hardcore punk người Mỹ Bad Brains phát hành độc quyền album đầu tay trùng tên trên băng cassette, họ gặp khó khăn trong khâu thu hút khán giả trên thị trường bị đĩa vinyl thống trị. Sự xuất hiện của đĩa đơn "Pay to Cum" trong album tuyển tập Let Them Eat Jellybeans! (1981) đã giúp Bad Brains phát triển lượng tín đồ hâm mộ ở Anh, đồng thời về sau phát kiến trong âm nhạc và ảnh hưởng ngày càng tăng của album giúp giữ vững danh hiệu tác phẩm tín đồ trong số những người theo dõi nhạc hardcore punk.
Một vài album nhạc alternative cũng phát triển được lượng tín đồ hâm mộ. Ban nhạc industrial rock người Mỹ Nine Inch Nails phát hành đĩa nhạc đầu tay Pretty Hate Machine năm 1989 và đạt thành công khiêm tốn trên bảng xếp hạng Billboard 200 với vị trí thứ 75. Album trở nên nổi tiếng trong làng nhạc ngầm trong những năm tiếp theo và bán đủ số lượng đĩa để nhận chứng nhận RIAA bạch kim vào năm 1995, trở thành một trong những album phát hành độc lập đầu tiên đạt được thành tích này. Cũng trong năm 1989, album đầu tay Bleach của Nirvana được phát hành đã nhận được một số lưu ý tích cực từ các nhà phê bình, nhưng không tác động đến bảng xếp hạng âm nhạc, cho đến khi album Nevermind thành công rực rỡ năm 1991 và thu hút thêm sự quan tâm đến đĩa nhạc.
Album thứ hai Love for Sale của ca sĩ nhạc R&B Bilal đã trở thành một tác phẩm tín đồ sau khi bị rò rỉ vào năm 2006 và bị Interscope Records khét tiếng xếp xó. Album thử nghiệm âm nhạc nhanh chóng phát triển lượng tín đồ và lời khen trực tuyến, trở thành cái mà nhà văn Craig D. Lindsey của The Village Voice ví là "bản nhạc đen tương đương với album Extraordinary Machine của Fiona Apple từng bị xếp xó (và cũng khét tiếng bán lậu)".
Sự nghiệp của ca sĩ nhạc pop Carly Rae Jepsen hậu "Call Me Maybe" được xem là thành công tín đồ, đặc biệt là album phòng thu thứ ba Emotion của cô.

## Quảng cáo
Những nhãn hiệu cũng có thể đạt một nhóm tín đồ hâm mộ, đôi khi là do uy tín như Apple và Supreme, còn những nhãn hiệu khác như Spam làm vậy vì lý do văn hóa. Ngoài ra còn có nhiều thương hiệu xe hơi tín đồ khác, từ Trabant đến Volvo và thậm chí cả những mẫu xe cụ thể như Fiat 500, Ford Crown Victoria và Toyota AE86 đều cho ra lượng tín đồ hâm mộ nhiệt tình trong cộng đồng đam mê xe hơi.